# Sachsenmetall

Logo

Sachsenmetall ist die Kurzform für den Unternehmensverband der Metall- und
Elektroindustrie Sachsen e. V. mit Sitz in Dresden. Er vertritt die Unternehmen der Metall- und Elektroindustrie (M+E) in Sachsen und vereint als Dachverband den tariffreien Allgemeinen Arbeitgeberverband Sachsen e. V. (AGS) und den tarifschließenden Verband der Sächsischen Metall- und Elektroindustrie e. V. (VSME). Zusammen mit anderen Arbeitgeberverbänden der M+E-Industrie ist der VSME Mitglied bei Gesamtmetall.

## Organisation
Am 18. Juni 2001 gründeten die beiden Arbeitgeberverbände der sächsischen Metall- und Elektroindustrie, AGS und VSME, den Dachverband Sachsenmetall als gemeinsame Interessenvertretung. Solch einen gemeinsamen Dachverband eines tarifschließenden und eines tariffreien Arbeitgeberverbandes gab es bis dahin in der deutschen Metall- und Elektroindustrie nicht. Sachsenmetall zählt derzeit über 300 Mitglieder. Die Mitgliedschaft ist freiwillig und steht jedem Unternehmen der M+E-Industrie mit Sitz oder Niederlassung in Sachsen offen. Jedes ordentliche Mitglied hat eine Stimme. Dadurch sind alle Unternehmen unabhängig von ihrer Größe und Ausrichtung gleichberechtigt an den Entscheidungen beteiligt.
Der Verband wird von einem ehrenamtlich tätigen Vorstand geführt, an dessen Spitze der Präsident steht. Die Erledigung der laufenden Verbandsgeschäfte obliegt der Geschäftsführung. Präsident ist Jörg Brückner. Andreas Huhn, Geschäftsführender Gesellschafter der Omeras GmbH, ist seit 2014 Ehrenpräsident. Seit 2000 war Hartmut Fiedler als Geschäftsführer des Bereiches Wirtschaftspolitik für den Verband tätig, bevor er 2009 als Staatssekretär in das Ministerium für Wirtschaft, Arbeit und Verkehr des Freistaats Sachsen berufen wurde.
Über seine Verbände VSME und AGS ist Sachsenmetall Mitglied in der Vereinigung der Sächsischen Wirtschaft e.V., der Spitzenorganisation der sächsischen Arbeitgeber- und Wirtschaftsverbände. Durch diese Mitgliedschaft ist eine enge Verbindung zum Bundesverband der Deutschen Industrie (BDI) und zur Bundesvereinigung der Deutschen Arbeitgeberverbände gewährleistet.
Für Schlagzeilen sorgte der Verband 2003, als er sich im Rahmen der Verhandlungen mit der IG Metall, die eine Absenkung der Arbeitszeit Ost von 38 auf 35 Stunden erreichen wollte, erfolgreich durchsetzte. Nach wochenlangen Auseinandersetzungen, die in einem etwa vierwöchigen Streik gipfelten, setzen sich die Arbeitgeber durch, die IG Metall verlor erstmals seit mehr als 50 Jahren einen Streik, die 38-Stunden-Woche ist bis heute erhalten geblieben. Diese Auseinandersetzung stieß zudem eine bundesweite Diskussion über eine wettbewerbsfähige Arbeitszeit an.

## Aufgaben und Aktivitäten
Zu den Aufgaben des Verbandes zählen Arbeits- und Sozialrecht, Fachkräftesicherung, die Gestaltung von wirtschaftspolitischen Rahmenbedingungen und flexiblen Arbeitsbeziehungen sowie die Stärkung von Forschung und Entwicklung. So reagierte die Sächsische Staatsregierung auf die von Sachsenmetall 2009 geforderte zügige Umsetzung der bereits seit zwei Monaten geplanten Änderungen der Richtlinie Gemeinschaftsaufgabe zur Verbesserung der regionalen Wirtschaftsstruktur (GA) mit einer zeitnahen Inkraftsetzung. Um im Zuge der demografischen Entwicklung Nachwuchsfachkräfte für die sächsische Metall- und Elektroindustrie zu sichern, veranstaltet der Verband mehrmals im Jahr die branchenspezifische Job- und Ausbildungsmesse "M+E-Zukunftstage". Zur Förderung des Dialoges zwischen Politik und mittelständischer Wirtschaft hat der Verband in den letzten Jahren verschiedene Plattformen zu relevanten Themen ins Leben gerufen, z. B. das Forum Mittelstandsfinanzierung, (2003), das Sächsische Controller College (2003) sowie das Sächsische Unternehmer College (2004). Zur Würdigung der herausragenden Leistungen von sächsischen Auszubildenden und Unternehmen vergibt Sachsenmetall jährlich den Preis für die besten Auszubildenden der sächsischen Metall- und Elektroindustrie sowie den Ausbildungsbetrieb des Jahres. Im Zwei-Jahres-Rhythmus wird zudem in Kooperation mit den Technischen Universitäten in Sachsen, z. B. der Technischen Universität Dresden, der Johann-Andreas-Schubert-Preis, eine Auszeichnung für hervorragende Dissertationen und Diplomarbeiten, ausgelobt.